# Hrabstwo Clay (Nebraska)
40°31'25,208″N 98°03'03,780″W
Hrabstwo Clay (ang. Clay County) – hrabstwo w stanie Nebraska w Stanach Zjednoczonych. Obszar całkowity hrabstwa obejmuje powierzchnię 573,54 mil2 (1 485,46 km²). Według danych z 2010 r. hrabstwo miało 6 542 mieszkańców. Hrabstwo powstało w 1855 roku i nosi imię Henry’ego Claya - dziewiątego sekretarza stanu Stanów Zjednoczonych.

## Sąsiednie hrabstwa
- Hrabstwo Hamilton (północ)
- Hrabstwo York (północny wschód)
- Hrabstwo Fillmore (wschód)
- Hrabstwo Thayer (południowy wschód)
- Hrabstwo Nuckolls (południe)
- Hrabstwo Webster (południowy zachód)
- Hrabstwo Adams (zachód)
- Hrabstwo Hall (północny zachód)

## Miasta i miejscowości
- Clay Center
- Edgar
- Fairfield
- Harvard
- Sutton

### Wioski
- Deweese
- Glenvil
- Ong
- Saronville
- Trumbull
- Inland (CDP)